# HMS Monarch (1911)
El HMS Monarch fue un acorazado británico de la clase Orión perteneciente a la Royal Navy. 

## Historial
Durante la Primera Guerra Mundial, sirvió en la segunda escuadra de combate de la Gran Flota británica con base en Scapa Flow. Al inicio de la contienda, el HMS Monarch formaba parte de la segunda escuadra de combate de la Gran Flota británica. El 27 de octubre de 1914, la segunda escuadra de combate, compuesta de los 'super-dreadnoughts'  HMS King George V, HMS Ajax,  HMS Centurion, HMS Audacious, HMS Monarch, HMS Thunderer y HMS Orion, abandonaron Lough Swilly para realizar unos ejercicios de tiro, en el transcurso de los cuales, resultó hundido el HMS Audacious al chocar con una mina al norte de la costa de Donegal. Participó sin sufrir daños en la Batalla de Jutlandia, entre el 31 de mayo y el 1 de junio de 1916.
Como resultado del Tratado Naval de Washington fue dado de baja en 1921 y posteriormente, fue transformado en blanco naval y hundido en el transcurso de un ejercicio realizado en el año 1925 del que participaron aeronaves y unidades de superficie de la Royal Navy, entre ellas el HMS Revenge.